# Єлізаровці
Єліза́ровці (рос. Елизаровцы) — присілок у складі Орічівського району Кіровської області, Росія. Входить до складу Коршицького сільського поселення.
Населення становить 1 особа (2010).